# Simon B. Kochen
Simon Bernhard Kochen ( /k oʊ ʃ ən / ; geboren 14 augustus 1934) is een Canadese wiskundige, werkzaam op het gebied van modeltheorie, getaltheorie en kwantummechanica.

## Biografie
Kochen werd geboren in Antwerpen, en ontsnapte met zijn gezin aan de nazi's met hulp van een Noorse scheepskapitein. Hij groeide op in Engeland en bezocht grammar school voordat hij naar Canada verhuisde. Kochen studeerde aan de McGill-universiteit en behaalde daar zijn bachelor- en masterdiploma. Hij verhuisde daarna naar de Verenigde Staten en behaalde zijn Ph.D. met de dissertatie Ultrafiltered Products and Arithmetical Extensions aan Princeton in 1958. Zijn promotor was Alonzo Church. Sinds 1967 is hij lid van de afdeling Wiskunde van Princeton. Hij was voorzitter van de afdeling van 1989 tot 1992 en werd in 1994 Henry Burchard Fine Professor in de wiskunde. In 1966-1967 en 1978–1979 was Kochen verbonden aan het Institute for Advanced Study.
In 1967 ontving hij, samen met James Axe, de zevende Frank Nelson Cole-prijs voor getaltheorie voor een reeks van drie gezamenlijke artikelen over diofantische problemen met p-adische technieken. Kochen en Axe waren ook co-auteur van de stelling Ax-Kochen, een toepassing van modeltheorie op algebra.
In 1967 bewezen Kochen en Ernst Specker de stelling van Kochen-Specker in de kwantummechanica en kwantumcontextualiteit. In 2004 bewezen Kochen en John Conway de zogenaamde stelling van de vrije wil. De stelling stelt dat als we een bepaalde hoeveelheid vrije wil hebben, dit, afhankelijk van bepaalde aannames, ook voor sommige elementaire deeltjes geldt.